# سالواتوره مازارانو
سالواتوره مازارانو (انگلیسی: Salvatore Mazzarano؛ زادهٔ ۴ ژوئیهٔ ۱۹۶۵) بازیکن فوتبال اهل ایتالیا است.
از باشگاه‌هایی که در آن بازی کرده‌است می‌توان به باشگاه فوتبال آنکونا اشاره کرد.